# Mantella aurantiaca
Espèce
Synonymes
- Mantella aurantiaca rubra Staniszewski, 1996

Statut de conservation UICN

 CR B2ab(iii,v) : 
En danger critique
Statut CITES
Mantella aurantiaca (appelé aussi Mantelle dorée) est une espèce d'amphibiens de la famille des Mantellidae.

## Répartition
Cette espèce est endémique de Madagascar. Son aire de répartition est restreinte aux environs d'Andasibe. Elle est présente entre 920 et 960 m d'altitude,.

## Description

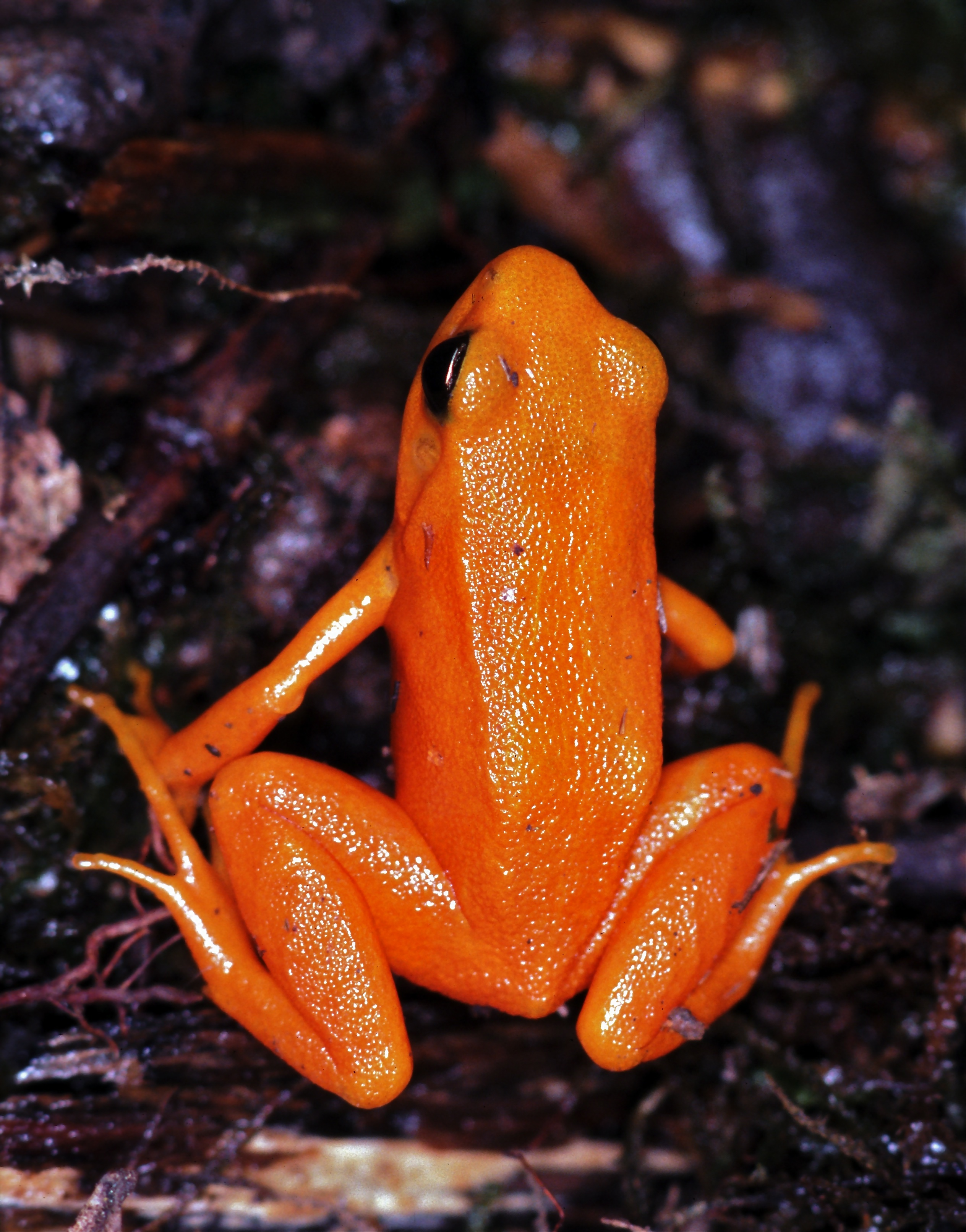
Mantella aurantiaca (Moramanga, Madagascar)

Mantella aurantiaca mesure en général de 19 à 24 mm ; les femelles sont plus grandes que les mâles et peuvent atteindre 31 mm. Chez l'adulte, la coloration générale est uniformément jaune-orangé ou rouge-orangé ; par ailleurs la finesse de sa peau lui donne une relative transparence. Les seuls motifs visibles sont des taches rouges sur la face interne des membres postérieurs (Glaw et Vences 2006). La finesse de la peau du ventre permet d'apercevoir certains organes. Chez le juvénile, la coloration est vert olive avec des taches sombres sur le dos et des barres transversales sur les membres postérieurs.

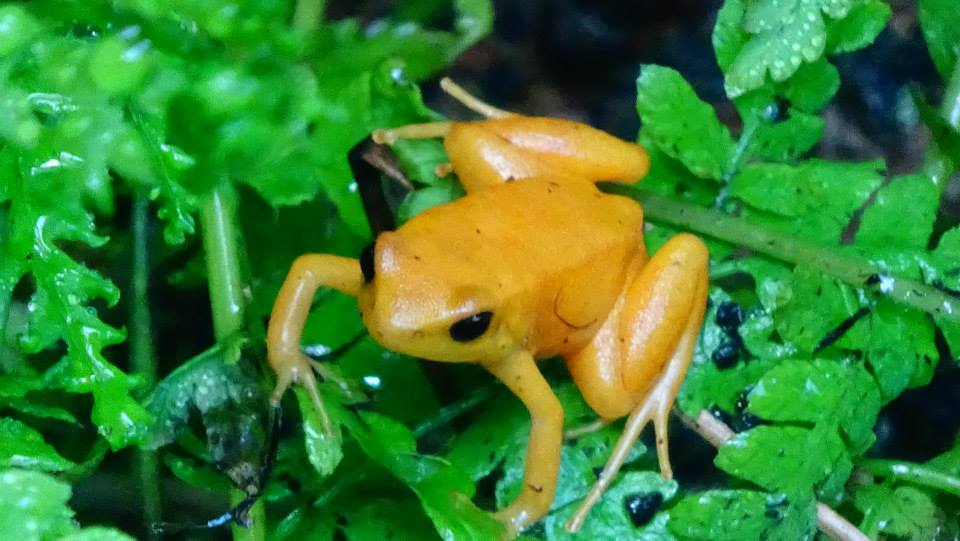
Mantella aurantiaca Zoologique de Paris

## Écologie
Cette espèce de grenouille est principalement terrestre forestière et rejoint les mares pour la reproduction. Entre 50 et 200 œufs peuvent être pondus à chaque ponte, environ 75 % sont fertiles, la fécondation est externe.
La reproduction a lieu d'octobre à février.
Les grenouilles adultes se nourrissent de petits insectes, comme des mouches et des collemboles dans leur milieu naturel, tout en restant généralistes dans leur choix de proies... (Elles peuvent également consommer des criquets, au moins en captivité).

## Publication originale
- Mocquard, 1900 : Nouvelle contribution à la faune herpétologique de Madagascar. Bulletin de la Société Philomathique de Paris, sér. 9, vol. 2, p. 93-111 (texte intégral).

## Statut de conservation
L'Union internationale pour la conservation de la nature a classé Mantella aurantiaca parmi les espèces en danger critique d'extinction. L'aire de répartition de cette espèce endémique de Madagascar est très restreinte : limitée au District de Moramanga dans les Hautes-terres. Le marais de Torotorofotsy (classé par la Convention de Ramsar comme zone humide d'importance internationale), la forêt de Mangabe, et la forêt d’Andriambondro Ambakoana sont les réservoirs où sont présentes les plus fortes densités de sa population. La zone de Torotorofotsy, entre autres, subit les conséquences de l'exploitation minière de Ambatovy.

### Trafic
Cette espèce a été exportée pour alimenter le commerce terrariophile entre les années 1980-90 et 2002. En Europe, depuis 2006, l'importation de spécimens sauvages est désormais interdite. Toutefois il persiste un commerce illégal d'animaux sauvages malgré le faible revenu que cela procure aux braconniers malgaches et les pertes importantes enregistrées durant le transport de ces animaux.

## Protection
En 2012, un programme de sauvegarde ex-situ a été mis en place par l'association « Mitsinjo », grâce en partie au financement de la société qui gère la mine. 162 individus ont été capturés dans 38 marais de ponte puis élevés dans le centre «Toby Sahona». Les marais situés sur la zone où allait avoir lieu l'exploitation minière ont été vidés de leur population de Mantella aurantiaca.
En 2017, plus de 1 500 têtards ont été relâchés dans la nature.